# اچ‌دی ۱۹۰۶۴۷
اچ‌دی ۱۹۰۶۴۷ یک ستاره است که در صورت فلکی کمان قرار دارد.